# 東甘木站
東甘木站（日语：／ Higashi-amagi eki */?）是位於福岡縣大牟田市大字甘木，西日本鐵道（西鐵）的天神大牟田線車站。車站編號為T47。
此站與西鐵甘木線的甘木站完全在兩個區域內，兩者並無關係。

## 歷史
- 1952年（昭和27年）1月6日 - 車站啟用[1]。但是，有文獻表示車站於同年11月1日啟用[2]。
- 1995年（平成7年）3月31日 - 現時的車站大樓翻新工程竣工。
- 2017年（平成29年）2月1日 - 此站引入車站編號[3]。
- 2021年（令和3年）4月1日 - 隨著引入中央控制行車，整日成為無人車站[4][5]。

## 車站構造
車站是一座地面車站，設有2面2線的相對式月台。

### 月台
| 月台 | 路線          | 上下行 | 方向                           |
| ---- | ------------- | ------ | ------------------------------ |
| 1    | ■天神大牟田線 | 下行   | 大牟田方向                     |
| 2    | ■天神大牟田線 | 上行   | 久留米、福岡（天神）、甘木方向 |

## 使用狀況
在2019年度，1日平均上下車人次為381人。
以下為各年度1日平均使用人次列表：
| 年度               | 1日平均 乘車人次 | 1日平均 上下車人次 |
| ------------------ | ---------------- | ------------------ |
| 2001年（平成13年） | 364              | 723                |
| 2002年（平成14年） | 356              | 707                |
| 2003年（平成15年） | 325              | 639                |
| 2004年（平成16年） | 301              | 603                |
| 2005年（平成17年） | 252              | 610                |
| 2006年（平成18年） | 252              | 512                |
| 2007年（平成19年） | 238              | 490                |
| 2008年（平成20年） | 221              | 449                |
| 2009年（平成21年） | 233              | 472                |
| 2010年（平成22年） | 260              | 505                |
| 2011年（平成23年） | 265              | 513                |
| 2012年（平成24年） | 255              | 496                |
| 2013年（平成25年） | 274              | 546                |
| 2014年（平成26年） | 260              | 530                |
| 2015年（平成27年） | 290              | 586                |
| 2016年（平成28年） | 214              | 442                |
| 2017年（平成29年） | 195              | 399                |
| 2018年（平成30年） |                  |                    |
| 2019年（令和元年） |                  | 381                |

## 車站周邊
- 熊本縣道·福岡縣道10號南關大牟田北線（日语：熊本県道・福岡県道10号南関大牟田北線）
- 甘木山（日语：甘木山）（甘木公園）
- 誠修高等學校（日语：誠修高等学校）
- 九州新幹線 新大牟田站 - 車站東北方約4公里

## 相鄰車站
西日本鐵道
■天神大牟田線
■特急、■急行
通過
■普通
倉永（T46）－東甘木（T47）－西鐵銀水（T48）

## 注腳
1. ↑  今尾惠介（監修）. . 12 九州・沖縄. 新潮社. 2009: 39. ISBN 978-4-10-790030-2 （日语）.
2. ↑  《日本駅名事典》創元社　2016
3. ↑   (PDF). 西日本鐵道. 2017-01-24  [2017年3月20日]. （原始内容存档 (PDF)于2020-07-28） （日语）.
4. ↑   (PDF) (新闻稿). 西日本鉄道広報部. 2021-03-19  [2021-03-19]. （原始内容 (PDF)存档于2021-03-19） （日语）.
5. ↑   (PDF) (新闻稿). 西日本鉄道広報部. 2020-08-28  [2020-08-28]. （原始内容 (PDF)存档于2020-08-28） （日语）.
6. 1 2  . 西日本鉄道株式会社.   [2021-01-14]. （原始内容存档于2021-01-29） （日语）.
7. ↑  大牟田市統計年鑑 （運輸および通信） - 大牟田市公式ホームページ／統計 （页面存档备份，存于）（日語）

## 外部連結
- 東甘木站（西鐵沿線web） （页面存档备份，存于）（日語）